# Norsko na Letních olympijských hrách 1992
Norsko na Letních olympijských hrách 1992 ve španělské Barceloně reprezentovalo 83 sportovců, z toho 51 mužů a 32 žen. Nejmladším účastníkem byla Anita Tomulevski (15 let, 136 dní), nejstarším pak Harald Stenvaag (39 let, 149 dní). Reprezentanti vybojovali 7 medailí, z toho 2 zlaté, 4 stříbrné a 1 bronzovou.

## Medailisté
| Medaile | Jméno | Sport             | Disciplína              |
| ------- | --- | ----------------- | ----------------------- |
| Zlato   | Jon Rønningen | Zápas             | řecko-římský do 52 kg   |
| Zlato   | Linda Andersen | Jachting          | Třída Evropa - ženy     |
| Stříbro | Knut Holmann | Kanoistika        | K1 1 000 m kajak - muži |
| Stříbro | Harald Stenvaag | Sportovní střelba | Small-bore Rifle - muži |
| Stříbro | Kjetil Undset Lars Bjønness Per Sætersdal Rolf Thorsen | Veslování         | Quadruple Sculls - muži |
| Stříbro | Cathrine Svendsen Heidi Tjugum Annette Skotvoll Ingrid Steen Heidi Sundal Hanne Hogness Karin Pettersen Tonje Sagstuen Hege Frøseth Susann Goksør Henriette Henriksen Mona Dahle Kristine Duvholt Siri Eftedal | Házená            | Turnaj žen              |
| Bronz   | Knut Holmann | Kanoistika        | K1 500 m kajak - muži   |